# Domingo Faustino Sarmiento
Domingo Faustino Sarmiento (n. 14 februarie 1811, San Juan, Argentina, Provincia San Juan, Argentina – d. 11 septembrie 1888, Asunción, Paraguay) a fost un activist, intelectual, scriitor și politician argentinian, al șaptelea președinte al Argentinei, de la 12 octombrie 1868 până în 12 octombrie 1874. A fost, de asemenea, un scriitor popular pe teme de inspirație socială: cea mai populară operă a sa a fost Facundo sau Civilizație și barbarie în anul 1845.

## Opere
- Mi defensa
- (Facundo o civilizacion y barbarie)
- Viajes, Argirópolis
- Recuerdos de Provincia (translated into English by Elizabeth Garrels and Asa Zatz as Recollections of a Provincial Past, Library of Latin America, Oxford University Press, 2005; ISBN 0-19-511369-1)
- Campaña del Ejército Grande
- Conflicto y armonías de las razas en América
- De la educación popular
- Travels in the United States in 1847 (edited and translated into English by Michael Aaron Rockland)